# Chi Nứa mọc tản
Chi Nứa mọc tản, tên khoa học Pseudostachyum, là một chi thực vật có hoa trong họ Hòa thảo (Poaceae).

## Loài
Hiện tại ghi nhận được gồm các loài:
- Pseudostachyum compactiflorum Kurz	J. Asiat. Soc. Bengal 42: 252	1873 (syn. Melocalamus compactiflorus)
- Pseudostachyum glomeriflorum (syn. Melocalamus compactiflorus)
- Pseudostachyum helferi (Munro) Kurz	J. Asiat. Soc. Bengal, Pt. 2, Nat. Hist. 42(2): 253	1873 (syn. Neohouzeaua helferi)
- Pseudostachyum polymorphum Munro	Trans. Linn. Soc. London 26(1): 142, pl. 4	1868
- Pseudostachyum wakha Brandis ex E.G.Camus